# Josiah Dean
Josiah Dean (* 6. März 1748 in Raynham, Bristol County, Province of Massachusetts Bay; † 14. Oktober 1818 ebenda) war ein US-amerikanischer Politiker. Zwischen 1807 und 1809 vertrat er den Bundesstaat Massachusetts im US-Repräsentantenhaus.

## Leben
Josiah Dean wuchs während der britischen Kolonialzeit auf. Er besuchte die öffentlichen Schulen seiner Heimat und arbeitete dann in der Walzbranche und im Schiffbau. Außerdem bekleidete er einige lokale Ämter. Politisch wurde er Mitglied der Ende der 1790er Jahre von Thomas Jefferson gegründeten Demokratisch-Republikanischen Partei. Zwischen 1804 und 1807 gehörte er dem Senat von Massachusetts an.
Bei den Kongresswahlen des Jahres 1806 wurde Dean im neunten Wahlbezirk von Massachusetts in das US-Repräsentantenhaus in Washington, D.C. gewählt, wo er am 4. März 1807 die Nachfolge von Phanuel Bishop antrat. Bis zum 3. März 1809 konnte er eine Legislaturperiode im Kongress absolvieren. Nach dem Ende seiner Zeit im US-Repräsentantenhaus nahm er seine früheren Tätigkeiten wieder auf. In den Jahren 1810 und 1811 war er Abgeordneter im Repräsentantenhaus von Massachusetts. Er starb am 14. Oktober 1818 in seinem Heimatort Raynham.